# آرتسا دو لیدا
آرتسا دو لیدا (به اسپانیایی: Artesa de Lérida) یک منطقهٔ مسکونی در اسپانیا است که در سگریا واقع شده‌است. آرتسا دو لیدا ۲۳٫۹ کیلومتر مربع مساحت دارد ۲۰۲ متر بالاتر از سطح دریا واقع شده‌است.